# Hamlet

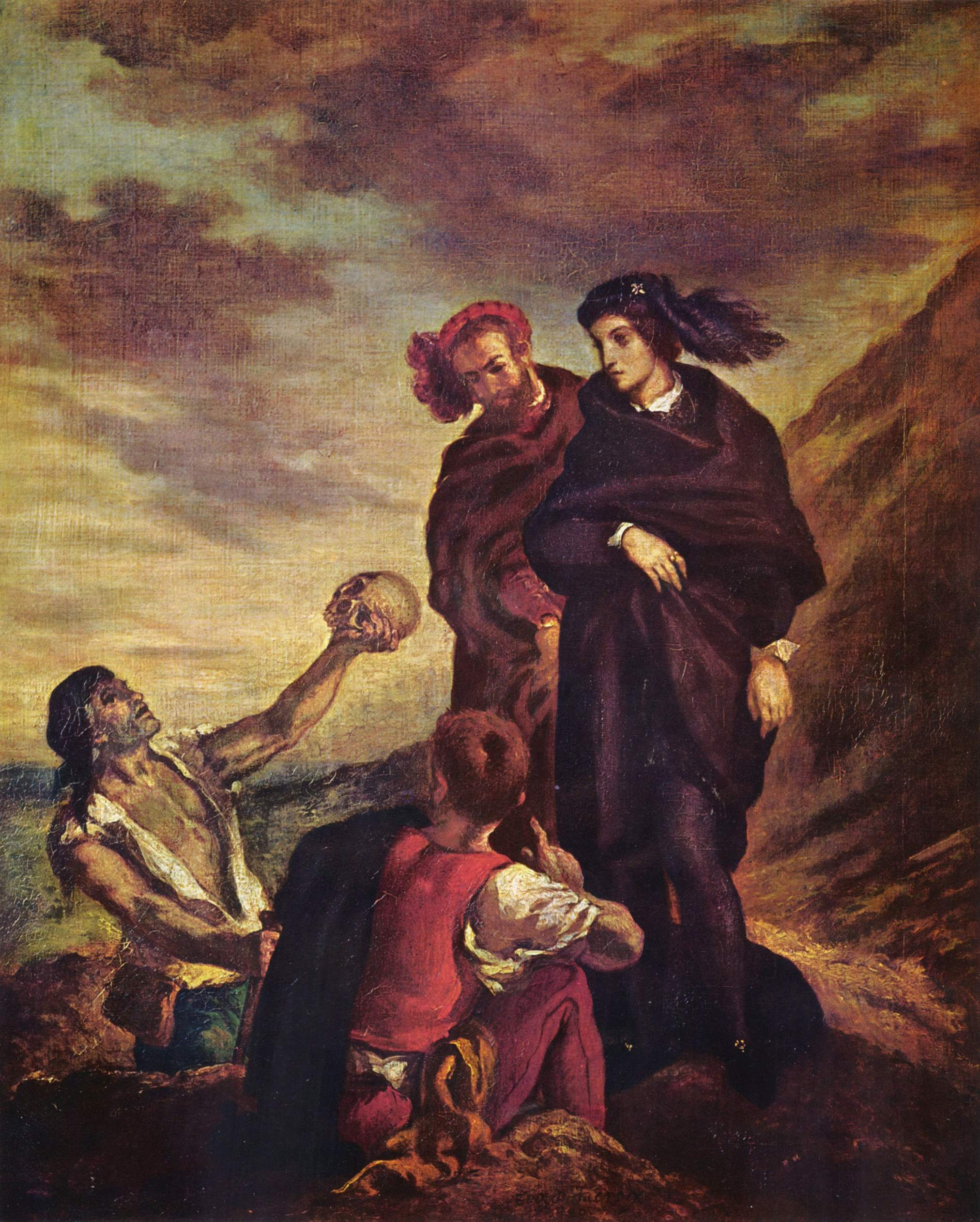
Hamlet i Horacjo na cmentarzu, mal. Eugène Delacroix, 1839

Hamlet (ang. The Tragedy of Hamlet, Prince of Denmark; Tragedia Hamleta, księcia Danii) – tragedia Williama Szekspira napisana na przełomie XVI i XVII wieku, jeden z najbardziej znanych dramatów, arcydzieło teatru elżbietańskiego.
Hamlet jest jednym z najczęściej granych utworów teatralnych, a rola Hamleta – ze względu na objętość tekstu, dużą ekspresję i bogatą osobowość postaci – uważana jest za sprawdzian dojrzałości i umiejętności aktorskich. Z Hamleta pochodzi jeden z najpopularniejszych monologów, zaczynający się od słów „Być albo nie być”.
Umieszczone w poniższym opisie imiona bohaterów i cytaty pochodzą z tłumaczenia Józefa Paszkowskiego. Do najbardziej znanych polskich tłumaczy Hamleta (w całości lub fragmentach), należą m.in. Wojciech Bogusławski, Cyprian Kamil Norwid, Jarosław Iwaszkiewicz, Roman Brandstaetter, Maciej Słomczyński, Stanisław Barańczak i Leon Ulrich. Pierwszego przekładu na język polski dokonano w 1797 r., jednakże Wojciech Bogusławski tłumaczył dzieło nie z języka angielskiego, lecz niemieckiego.

## Geneza i historia

### Geneza
Treść dramatu wywodzi się z historii spisanej przez Saxo Gramatyka w jego Gesta Danorum (ok. 1200). Według wersji Saxo, król Danii Roryk dzieli władzę nad Jutlandią pomiędzy dwóch braci: Orvendila i Fengiego. Dodatkowo Orvendil zaręcza się z piękną córką króla – Geruth i ma z nią syna Amletha. Ale Fengi, pożądając narzeczonej brata i chcąc panować nad całą Jutlandią, zabija brata. Żeni się z Geruth i ogłasza się królem Jutlandii. Amleth, obawiając się o własne życie, udaje szaleństwo. Planuje zemstę, w czym dopomaga mu ukochana Ofelia, dokonuje jej i staje się nowym władcą.
Głównym źródłem Szekspira był zapewne Ur-Hamlet (Pra-Hamlet; 1588), grany na podobny temat, treść jednak nie przetrwała; wiadomo jedynie iż była to grana w Londynie tragedia o Hamlecie i że występował w niej duch, żądający od Hamleta zemsty. Treść tego utworu, którego autorem być może był Thomas Kyd, najpewniej wywodziła się z Histories Tragiques Thomasa Belleforesta (1570), w której zawarte było francuskie tłumaczenie łacińskiego tekstu Saxo Grammaticusa. Oczywiście Szekspir, jeżeli znał biegle francuski, mógł korzystać bezpośrednio z Belleforesta, ale pośrednim dowodem na to, iż wykorzystał Ur-Hamleta ma być według szekspirologów fakt zaistnienia Ducha jako jednej z centralnych postaci dramatu.

### Historia
Sztuka powstała  w latach 1598–1601, być może między 1599 a 1600 rokiem. Świadczyć o tym mają odniesienia do Juliusza Cezara, wystawionego we wrześniu 1599 roku i odniesień do Hamleta w sztuce Johna Marstona Antonio’s Revenge, wystawianej pod koniec 1600 roku (wynikałoby z tego, iż Hamlet po raz pierwszy został wystawiony nie później niż jesienią 1600 roku). Jednakże odniesienie w dramacie do tzw. wojny teatrów (fragment o teatrach dziecięcych), która miała miejsce na początku 1601 roku, mogłoby świadczyć o tym, że ostateczny tekst sztuki powstał nieco później. Istnieją dwie możliwości: albo Marston znał treść Hamleta przed ukończeniem, albo po prostu fragment dotyczący dziecięcych teatrów został dodany później. Być może Marston nie korzystał z Hamleta, a z innych źródeł i podobieństwo do dramatu Szekspira jest w takim razie przypadkowe. Od początku Hamlet stał się wielkim przebojem i źródłem wielkiej popularności grających główną rolę aktorów.
Hamlet po raz pierwszy został opublikowany przez Nicholasa Linga i Johna Trundella w tzw. Q1 (Quatro Edition zwanym Bad Quatro), w pirackiej (z dzisiejszego punktu widzenia) edycji, zawierającej wiele błędów. John Roberts i Nicholas Ling w 1604 roku wydali wersję poprawioną. Kolejne poprawione wydanie (Q2) podobno autoryzowane było przez Szekspira, istnieją jednak w stosunku do niego pewne wątpliwości: być może stwierdzenia mówiące, że „Dania jest więzieniem” (i dalej trochę rozwinięte) były zbyt obraźliwe dla nowej żony króla Jakuba I; także fragmenty dotyczące dziecięcych teatrów mogły być zbyt rażące, biorąc pod uwagę, że Jakub I popierał dziecięce teatry. Wydane zostały kolejne wydania Quatro (3 – 1611, 4 – 1622, 5 – 1637).
Pierwsza edycja Folio miała miejsce w 1623 (była to pierwsza edycja Folio sztuk Szekspira). Treść wywodzi się z Q2, poprawiona została większa część niewielkich pomyłek i nieco „unowocześniony” został język dramatu. Co więcej, pierwsze Folio zawiera wiele istotnych cięć w stosunku do Q2. Późniejsze – w tym współczesne – anglojęzyczne (a co za tym idzie także obcojęzyczne) wersje dramatu bazują głównie na Q2, z uwzględnieniem ujętych w pierwszej edycji Folio niewielkich zmian i poprawek językowych.

## Treść sztuki
Akcja sztuki rozgrywa się prawie w całości na zamku króla Danii w Elsynorze (Helsingør) i rozpoczyna się po nagłej śmierci króla Hamleta. Na tron wstępuje jego brat Klaudiusz i żeni się z wdową po Hamlecie – królową Gertrudą.
Do kraju wraca z Wittenbergi syn zmarłego króla, również Hamlet. Zrozpaczony po śmierci ojca książę jest dodatkowo zgorszony postępowaniem matki, która wyszła za jego stryja niedługo po śmierci poprzedniego męża (w czasach Szekspira było to uznawane za kazirodztwo). Tymczasem na zamku zaczyna pojawiać się duch zmarłego króla Hamleta. Poinformowany o tym przez swego przyjaciela Horacego i oficerów straży książę spotyka się z Duchem. Ten wyznaje młodemu Hamletowi, iż został zabity przez brata – obecnego króla i każe synowi przysiąc, że zostanie przez niego pomszczony; zakazuje mu jednak mścić się na matce. Hamlet ma wątpliwości, czy Duch mówił prawdę, mógł być przecież diabłem, który przybrał jedynie postać jego ojca, by go oszukać i sprowadzić na złą drogę. Postanawia znaleźć dowody zbrodni. Przybiera pozę niezrównoważonego psychicznie szaleńca, który popada w apatię, przerywaną niekontrolowanymi wybuchami. Ma mu to dopomóc w śledzeniu poczynań stryja oraz uśpieniu jego czujności. Nie wiadomo do końca, czy objawy szaleństwa to tylko poza, czy wywołane są rzeczywiście przez szaleństwo (Hamlet myśli o samobójstwie).
Za zgodą króla Laertes, syn Poloniusza i brat Ofelii, wyjeżdża do Francji. Przed wyjazdem radzi Ofelii, by nie wierzyła w wyznania miłosne Hamleta, które, nawet jeżeli są prawdziwe, nie doprowadzą do niczego dobrego z powodu różnicy w pochodzeniu. Także Poloniusz zakazuje córce spotykać się z Hamletem, bojąc się o jej dobre imię.
Król i królowa nie wiedzą co jest przyczyną obłędu księcia; przysyłają do niego jego szkolnych przyjaciół, Gildensterna i Rozenkranca. Hamlet domyśla się jednak, że są oni szpiegami pary królewskiej i udziela na ich pytania wymijających odpowiedzi. Odpowiedź na powody obłędu Hamleta podsuwa Klaudiuszowi Poloniusz, który wcześniej zakazał Ofelii spotykać się z Hamletem. Teraz doszedł do wniosku, że Hamlet jest nieszczęśliwy z powodu niespełnionego uczucia do dziewczyny. Organizuje spotkanie młodych, któremu przysłuchują się on i Klaudiusz. Według planu Poloniusza Hamlet ma wyznać na tym spotkaniu miłość. Ten jednak w dosyć brutalny sposób mówi Ofelii, żeby nie robiła sobie nadziei na związek z nim.

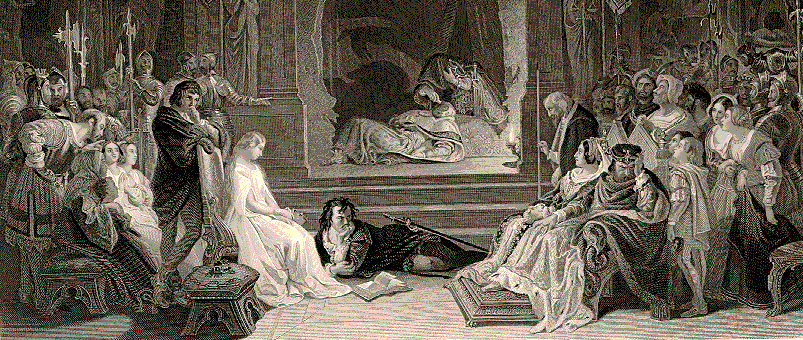
„Sztuka w sztuce”, ilustracja Daniela Maclise (1806–1870) do jednego z wydań dzieł Szekspira

Świetną okazją do uzyskania poszlak zbrodni okazuje się przyjazd do zamku aktorów (znajomych Hamleta). Hamlet prosi o wystawienie Zabójstwa Gonzagi, ale przerabia treść sztuki tak, aby przypominała ona zamordowanie króla Hamleta. Klaudiusz widząc, że aktorzy odgrywają spektakl przypominający jego własną zbrodnię, unosi się gniewem i wychodzi. Widzi to zarówno Hamlet, jak i poproszony o obserwowanie króla Horacy. Hamlet uzyskuje więc poszukiwaną poszlakę, jednak równocześnie demaskuje się – Klaudiusz już wie, że Hamlet zna prawdę o jego zbrodni. Hamlet ma możliwość zabicia króla w czasie modlitwy, nie czyni jednak tego tłumacząc się, iż gdyby zabił modlącego się, ten mógłby zamiast do piekła trafić do nieba.
Królowa spotyka się z synem i próbuje czynić mu wymówki. Ten oskarża ją o zdradę ojca i jego pamięci. W czasie rozmowy zabija ukrytego za obiciem Poloniusza, mając przez chwilę nadzieję, że to Klaudiusz. W czasie burzliwej rozmowy Hamleta z matką pojawia się Duch przypominając, że Hamlet przysiągł nie mścić się na niej. Ducha widzi tylko Hamlet, co sprawia, że matka bierze rozmowę między Hamletem a duchem za kolejny dowód szaleństwa syna. Hamlet uspokoiwszy się ukrywa ciało Poloniusza. Zostaje zatrzymany na rozkaz króla i jeszcze tego samego dnia wysłany do Anglii. Klaudiusz postanawia pozbyć się bratanka. Wysyła z Hamletem Gildensterna i Rozenkranca, dając im list, na podstawie którego Hamlet miał zostać uwięziony i zabity. Po drodze Hamlet napotyka wojska norweskie pod wodzą Fortynbrasa maszerujące na Polskę. Na statku Hamlet wykrada list Klaudiusza i zmienia jego treść, wydając tym samym wyrok śmierci na Gildensterna i Rozenkranca. Statek atakują piraci. Hamlet zostaje wzięty do niewoli, piraci jednak odstawiają go do Danii.
Do kraju tymczasem z Francji wraca Laertes, syn Poloniusza, brat Ofelii. Wywołuje rebelię i wdziera się do zamku, żądając ukarania zabójcy Poloniusza. Klaudiusz uspokaja Laertesa, obiecując mu zorganizowanie sprawiedliwego procesu. Obiecuje także, iż nie będzie dłużej osłaniał Hamleta. Kolejnym, po śmierci ojca, ciosem dla Laertesa jest obłęd Ofelii, w jaki popadła po śmierci ojca.
Do Elsynoru powraca Hamlet. Trafia na pogrzeb Ofelii, która utopiła się w rzece (najprawdopodobniej popełniając samobójstwo); ma miejsce ostra wymiana zdań między Hamletem a Laertesem, który wini go za utratę ojca i siostry. Postanawia wykorzystać to Klaudiusz. Proponuje Laertesowi pojedynek z Hamletem. Laertes wpada na pomysł, by posmarować trucizną (zatrutym balsamem) klingę swojej broni, a król planuje podać Hamletowi w czasie walki kielich z zatrutym winem. Hamlet, chociaż żałuje swoich ostrych słów wobec Laertesa, przyjmuje wyzwanie. W czasie pojedynku Laertes rani Hamleta, jednak w ferworze walki zatruty floret przechodzi do rąk Hamleta, który także rani swojego przeciwnika. Tymczasem zatrute wino wypija królowa, przez co umiera. Laertes przed śmiercią wyznaje Hamletowi prawdę o zdradzie swojej i Klaudiusza. Hamlet zabija króla. Umierając wyraża prośbę, by nowym władcą Danii został Fortynbras. Tuż po śmierci Hamleta do zamku przybywają Fortynbras powracający z wojny z Polską i posłowie angielscy z informacją o śmierci Gildensterna i Rozenkranca. Horacy, który w obliczu tragedii także chciał wypić zatrute wino, oznajmia im o ostatniej woli księcia.

## Główne postacie utworu

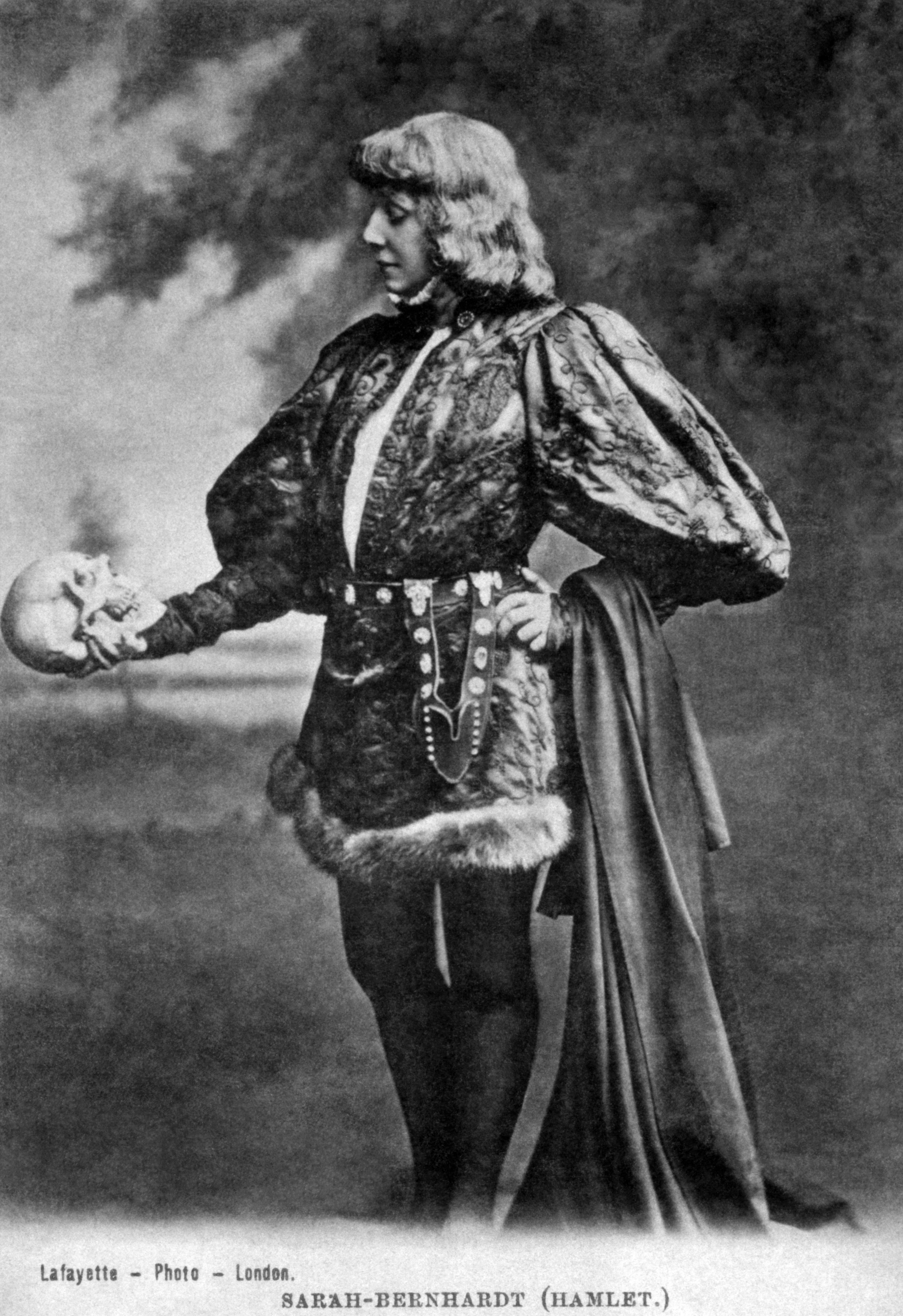
Sarah Bernhardt jako Hamlet (1899)

Hamlet – tytułowy i główny bohater sztuki. Syn zmarłego króla Hamleta i Królowej Gertrudy i bratanek króla Klaudiusza. Ten filozof i idealista stanąć musi naprzeciw istniejącego w świecie i ludziach (w tym w nim samym) zła. Śmierć ojca i postępowanie matki (ślub ze stryjem), a także zwyczaje i zakłamanie panujące na dworze są przyczyną głębokiego kryzysu wartości Hamleta. Dodatkowo staje on w sytuacji, która wymaga od niego czynów w jego ocenie moralnej złych.
To właśnie rozterki moralne Hamleta są źródłem jego czynów – a w zasadzie zaniechań. Związek matki z Klaudiuszem powoduje ponadto odrazę Hamleta do płci przeciwnej, a może raczej do życia uczuciowego i erotycznego – stąd być może odrzucenie Ofelii. Hamlet w scenie na cmentarzu (5,1) wyznaje, iż kochał Ofelię – chociaż można to interpretować jako kolejny wybuch szaleństwa. Zresztą kwestia szaleństwa to jeden z najciekawszych problemów tego dramatu. Hamlet udaje szalonego, ale to nie znaczy, że szalonym faktycznie nie jest.
Siłą sprawczą kierującą postępowaniem Hamleta jest zemsta: zdobywa poszlaki zbrodni, szczególnie że potwierdza je Horacy, jednak w momencie, gdy może zabić Klaudiusza, nie czyni tego. Dokona tego dopiero na samym końcu, wcześniej zabijając Laertesa, który jednak śmiertelnie go ranił.
Król Klaudiusz – król Danii, zdobył tron mordując swojego brata; po objęciu władzy żeni się z bratową, Gertrudą, z którą być może miał romans jeszcze za życia starego Hamleta (nie wynika to wprost z treści). Energiczny i przebiegły sprawia wrażenie dobrego i skutecznego władcy, pewnego tego co robi i biegłego w sprawowaniu władzy. Socjopata, dążący po trupach do celu, jednak widać w nim także wyrzuty sumienia. Darzy uczuciem Gertrudę, jak i księcia Hamleta, którego postanawia zgładzić, dopiero gdy orientuje się, że ten zna prawdę o jego zbrodni. Intryga, jaką uknuł z Laertesem, prowadzi do końcowej tragedii. Ginie z rąk Hamleta. Klaudiusz jest kilkakrotnie porównywany przez Hamleta ze swoim bratem: w porównaniach tych Hamlet idealizuje ojca, przypisując jednocześnie stryjowi najgorsze cechy.
Królowa Gertruda – królowa Danii, żona zarówno zmarłego króla Hamleta, jak i następnie jego brata, Klaudiusza. Gertruda jest antytezą syna; koncentruje się przede wszystkim na cielesnych, zewnętrznych doznaniach, odrzucając z drugiej strony rozmyślania nad moralną oceną swoich czynów i ich efektów. Łatwo można ją sobie wyobrazić jako kobietę lubiącą wygodę i przepych i – sądząc ze zwyczajów panujących w Elsynorze – takim przepychem otoczoną. Zapewne kocha syna i cierpi, widząc, że nie akceptuje on jej związku z Klaudiuszem. Sama akceptuje związek syna z Ofelią, mimo że Ofelia nie pochodzi z wysokiego rodu. Ginie, wypiwszy przygotowane dla Hamleta zatrute wino. Można jedynie zgadywać, czy Gertruda związała się z Klaudiuszem dopiero po śmierci męża, czy też był on jej kochankiem jeszcze za życia Hamleta-ojca.
Król Hamlet – jest przedstawiony w tragedii jako „Duch”, jako że Król Hamlet został zgładzony przez brata na około miesiąc przed rozpoczęciem się akcji sztuki. Ukazuje się Hamletowi i nakazuje mu, by go pomścił. Fakt, iż zabronił Hamletowi mścić się na matce, jak i że później interweniuje w czasie dramatycznej rozmowy Hamleta z Gertrudą, a także słowa wypowiadane przez Hamleta na temat związku rodziców świadczyć mogą o głębokim uczuciu, jakie Hamlet-ojciec żywił do swej żony. Był skutecznym i zwycięskim władcą (pokonał m.in. króla Norwegii, zagarniając część jego ziem), szanowanym przez poddanych. Idealistyczny obraz, jaki pojawia się w wypowiedziach syna burzą jednak niektóre fakty: duch Hamleta-ojca cierpi męki za grzechy, o których sam zmarły król mówi jako o „kale”. Po drugie rozpasane życie dworskie, jakie krytykuje Hamlet, było tradycją, a więc zwyczaje w Elsynorze nie były zapewne lepsze za panowania króla Hamleta.

Ofelia, John William Waterhouse, 1910

Ofelia – córka Poloniusza, siostra Laertesa. Obiekt młodzieńczych wyznań miłosnych Hamleta, które wyraźnie były po jej myśli. Poloniusz jednak zakazuje córce kontaktów z Hamletem, bojąc się o jej – a zapewne i o swoje – dobre imię. Brat również ostrzega Ofelię przed wiązaniem się z synem królewskim wskazując, że nawet jeżeli wyznania Hamleta są szczere, to nie może on – jako następca tronu – dowolnie wybierać sobie towarzyszki życia. W świetle wypowiedzi królowej podczas pogrzebu Ofelii, ich obawy są nieuzasadnione. Odtrącona przez Hamleta – nie jest do końca pewne z jakiego powodu – być może jako część planowego szaleństwa, może z powodu nienawiści do płci pięknej, wywołanej postępowaniem matki, a może także częściowo dlatego, iż Hamlet uznał, że jest ona manipulowana przez ojca. Po śmierci Poloniusza popada w obłęd i tonie. Z powodu wątpliwości, czy nie było to samobójstwo, nie może być pochowana z pełnym obrządkiem. Niewinna, łagodna i kruchej konstrukcji psychicznej Ofelia może być postrzegana jako antyteza Królowej Gertrudy.
Poloniusz – ojciec Laertesa i Ofelii. Kanclerz królewski. Intrygant, czego dowodem może być to, że po wyjeździe syna do Paryża wysyła sługę, by go śledził. To on także organizuje spotkanie Hamleta z Ofelią i jest pomysłodawcą fatalnego w skutkach spotkania Hamleta z Gertrudą, podczas którego zdradza swoją obecność i ginie (aczkolwiek, jak się wydaje, Hamlet zabił go, gdyż myślał, że za kotarą schowany jest Klaudiusz). Poloniusz był przedmiotem dość obcesowych drwin Hamleta, który naśmiewał się z jego służalczości i czołobitności. Po śmierci Poloniusza jego funkcje przejmuje Ozryk – także on staje się obiektem drwin Hamleta.
Laertes – syn Poloniusza, brat Ofelii. Młodzian porywczy i zdecydowany. Dobry szermierz, przebywający na stałe we Francji (do Danii przybył jedynie na pogrzeb Hamleta – ojca i ślub Klaudiusza z Gertrudą oraz na wieść o śmierci ojca). O jego zdolnościach, jak i porywczej naturze świadczy rebelia, jaką wywołał po śmierci Poloniusza. Klaudiusz rebelię tę o mały włos przypłaciłby życiem. Laertes wielkim uczuciem darzy siostrę, tym bardziej rośnie w nim nienawiść do Hamleta i żądza zemsty. Twardo stąpa po ziemi (np. zdaje sobie doskonale sprawę ze społecznych przeszkód związku Ofelii i Hamleta). Wielką rysą na postaci Laertesa jest na pewno zdrada, jaką uknuł wspólnie z Klaudiuszem. To w końcu sam Laertes wpada na pomysł zatrucia ostrza.
Horacy – filozof z Wittenbergi, przyjaciel Hamleta. Jedyna postać zajmująca więcej miejsca w dramacie, która nie ginie, chociaż chce popełnić samobójstwo nad umierającym Hamletem. To z nim książę dzieli się swoimi planami zemsty i to jego na chwilę przed śmiercią prosi, by opowiedział światu o jego historii. Horacy jest zewnętrznym, obiektywnym obserwatorem wydarzeń.
Rozenkranc i Gildenstern – drugoplanowe postaci dramatu. Szkolni przyjaciele Hamleta, którzy wezwani zostają przez parę królewską wierzącą, że książę otworzy się przed nimi, a może też ich obecność i towarzystwo pozytywnie wpłyną na stan ducha Hamleta. Mają więc być szpiegami. Zostają też wyznaczeni do roli znacznie gorszej: mają eskortować Hamleta w drodze do Anglii na pewną – jak się wydawało – śmierć. Zapewne nic nie wiedzieli o tym, co było w zalakowanych listach Klaudiusza. Jednak Hamlet, gardząc dawnymi przyjaciółmi z powodu ich służalczości i prób szpiegowania go na rozkaz Króla, nie waha się ani chwili, gdy fałszuje list, skazując ich w ten sposób na pewną śmierć.
Fortynbras – królewicz norweski. Trudno byłoby go nawet nazwać drugoplanowym bohaterem dramatu (pojawia się osobiście tylko dwukrotnie i to na krótko), gdyby nie to, że pełni w dramacie ważną funkcję. Po pierwsze zdecydowany, dumny i wojowniczy Fortynbras stanowi w pewnym stopniu antytezę Hamleta – filozofa i moralisty. Zestawiając poczynania Fortynbrasa i swoje Hamlet tym wyraźniej widzi swoją słabość i nieumiejętność wykonania swej powinności. To właśnie Fortynbrasa w swej ostatniej woli wskazał na nowego władcę Danii. Może on być szansą na pozytywną przyszłość po ogromie zła i tragedii, jakie przez kilka miesięcy miały miejsce w Elsynorze. Niektórzy  jednak interpretują ostatnią scenę dramatu jako ostateczne zwycięstwo stąpającego twardo po ziemi materialisty, jakim jest Fortynbras, nad idealistą Hamletem; w tym kontekście Norweg może być uznawany za przedstawiciela złej strony pokonującej dobrą. Interpretacji takiej dokonał Zbigniew Herbert w swoim wierszu Tren Fortynbrasa, w którym zasugerował, iż nowy władca Danii będzie sprawował rządy żelazną ręką.

## Problematyka dramatu
Dramat opowiada o śmierci, zemście, namiętności, zdradzie i wynikających z nich wielkich napięciach psychicznych. Szekspir w Hamlecie ukazuje je bez jednoznacznych ocen, nie przedstawia nam jasnych definicji i prostych rozwiązań. Ukazuje różne drogi i różne wybory – i związane z nimi ból i cierpienie. Z całą pewnością Hamlet to sztuka pokazująca, iż na świecie istnieje jednocześnie dobro i zło, i że są one jednocześnie obecne w każdym naszym czynie i w każdym człowieku. Problemy egzystencjalne księcia Hamleta wynikają poniekąd stąd, iż nie potrafi on – przynajmniej z początku – zaakceptować owej dwoistości i tego, że człowiek nie jest jedynie dobry, że jest jednak w swojej konstrukcji ułomny. Idealizm księcia w zderzeniu z rzeczywistością musi przegrać. Idealizm Hamleta dotyczący natury ludzkiej doskonale widać, gdy (wielokrotnie) zestawia cechy swojego ojca z cechami Klaudiusza; idealizuje wtedy Hamleta-ojca, jednocześnie najgorsze przywary przypisując stryjowi, np.
„Taki anielski król, naprzeciw tego
Istny Hyperion naprzeciw satyra” (1,2)
czy też:
[mówi do Królowej]
„Patrz ile wdzięki mieści to oblicze:
Czoło Jowisza Hiperiona włosy;
Wzrok Marsa, groźny i rozkazujący;
Postawa godna Merkurego (...)
Patrz tera owdzie, to twój mąż dzisiejszy;
Jak zaśnieżały kłos, zarażający
Zdrowego brata. Maszli, pani, oczy,
Żeś mogła rzucić górne pastwisko
Dla paszy na tym bagnie?” (3,4)
Podobnie czyni zestawiając zalety ojca z czynami swej matki, którymi się brzydzi. Hamlet poniekąd odrzuca istniejące stosunki społeczne, te same, które czynią zeń księcia – kontestuje fakt służalczości sług, czemu daje wyraz w nieustannym naigrawaniu się z Poloniusza, kpi też z zastępującego niejako w Akcie V Poloniusza Ozryka, gardzi Rozenkrancem i Gildensternem. Brzydzi się także rozwiązłym życiem dworskim w Elsynorze z nieodłącznym pijaństwem i salwami armatnimi sygnalizującymi wzniesienie nowego toastu. 
Podstawowe pytania dotyczące sztuki – z czego wynika przecież cała jej interpretacja – są nie do końca rozwiązywalne, na przykład: czy Hamlet naprawdę jest szalony czy tylko udaje? (w końcu nawet fakt, że udaje, nie świadczy o tym, że nie jest szalony; przecież może być nieświadomy swego szaleństwa; może udawać szalonego zarówno będąc, jak i nie będąc szalonym); dlaczego Hamlet zdecydował się zakończyć związek z Ofelią, skoro – jak sam twierdził – kochał ją, czemu dał w końcu wyraz już po jej śmierci, w trakcie jej pogrzebu?; dlaczego Hamlet niepotrzebnie zwleka z dokonaniem aktu zemsty, która jest jego motywem przewodnim i według niego samego moralnym wręcz obowiązkiem? (przecież gdyby zabił modlącego się Klaudiusza – a miał już wtedy dowód że Duch nie kłamał – uniknąć można by wielu nieszczęść, zapoczątkowanych niedługo potem zabiciem Poloniusza).
Inną możliwość odpowiedzi na kwestię szaleństwa Hamleta daje osoba Horacego. Horacy, którego obecność i status w Elsynorze jest niejasny (co jest jednym z wielu dowodów, iż autor nie do końca dbał o szczegóły), ma status bezstronnego i niezaangażowanego w dworskie rozgrywki obserwatora. Jest też jedyną osobą, z którą Hamlet rozmawia – czy też stara się rozmawiać uczciwie. Zresztą status Horacego jako osoby godnej zaufania i potwierdzającej nawet wydawałoby się nieprawdopodobne fakty zostaje ustalony już w scenie otwierającej dramat, gdzie to właśnie Horacy został poproszony o interwencję w związku z ukazywaniem się Ducha. 
Horacy jest zatem niejako głównym weryfikatorem prawdy i fałszu. To właśnie jego poprosi Hamlet o obserwowanie Króla w czasie spektaklu „Zabójstwa Gonzagi”. I to nie tylko dlatego, że Horacy jest jedyną osobą, której misję takową może powierzyć; ale także właśnie dla owej roli, jaką – jak się zdaje – Horacy ma w tym dramacie: bezstronnego weryfikatora prawdy, będąc stoikiem i człowiekiem mocno stąpającym po ziemi („Nic z tego, ręczę, że nie przyjdzie”, „Bóg świadkiem, że nigdy / Nie byłbym temu wierzył, gdyby nie to / Tak jawne, dotykalne przeświadczenie / Własnych mych oczu [1,1]). Jest zresztą jedyną osobą, która przebywa na dworze nie z czyjegoś rozkazu, która rozmawia z Hamletem nie z czyjegoś podpuszczenia, ale z własnej wewnętrznej potrzeby; to potwierdza uczciwość Horacego, szczególnie że wyraźnie przez autora jest on stawiany w opozycji do Rozenkranca i Gildensterna.
Ciekawie został przedstawiony w dramacie problem zemsty i winy: mściciel Hamlet zostaje poprzez zamordowanie Poloniusza celem innego mściciela – Laertesa. Idealista Hamlet w jednej chwili staje się przecież mordercą Bogu ducha winnego Poloniusza. A więc natura samego Hamleta także jest dwoista. Zresztą, humanista i idealista Hamlet nie ma ani cienia wątpliwości, gdy wysyła na śmierć Gidensterna i Rozenkranca, mszcząc się poniekąd na nich za udział w intrydze Klaudiusza – chociaż nie wiemy – podobnie jak sam Hamlet, czy mieli o niej jakiekolwiek pojęcie. Sam zresztą mówi, bez cienia skruchy:
„Samić jej [śmierci – przyp. autor artykułu] szukali;
Sumienie moje spokojne w tej mierze;
Własne wścibstwo wtrąciło ich w przepaść.
Biada podrzędnym istotom, gdy wchodzą
Pomiędzy ostrza potężnych szermierzy”. (5,2)
W dramacie można znaleźć wiele opozycji, np. rozwiązła Królowa i czysta Ofelia, wierny Horacy i zdradzieccy szpiedzy, a dawni przyjaciele – Rozenkranc i Gildenstern, no i przede wszystkim wszelkie opozycje związane mniej lub bardziej z osobą tytułowego bohatera, np. dobro i zło, wierność i zdrada, miłość i odrzucenie.
Podstawową problematyką dramatu jest zderzenie idealizmu Hamleta z rzeczywistością świata, a przede wszystkim zderzenie jego wizji świata i człowieka z faktem istnienia zła na świecie. Przejawy tego zła zdają się być wszędzie: w postępowaniu jego matki, która według Hamleta kochała przecież ojca; w postępowaniu stryja, który zabił swego brata i posiadł jego żonę; i w wielu innych sprawach i osobach (Poloniusz jest służalcem, Rozenkranc i Gildenstern są zdrajcami i szpiegami, Ofelia pozwala sobą manipulować, nawet wyidealizowany ojciec okazuje się grzesznikiem, o czym otwarcie mówi jego Duch; zresztą w końcu on – Hamlet – czuje w sobie ową dwoistość ludzkiej natury).
W obliczu istnienia zła Hamlet myśli o śmierci i jest zniesmaczony życiem, szczególnie zaś jednym z jego najważniejszych przejawów – rozwiązłością, czy też w konsekwencji seksem (a w końcu miłością), i to na dwóch płaszczyznach: konkretnej, gdy ma na myśli związek swej matki ze stryjem, i ogólnej, gdy rozpatruje życie erotyczne jako siłę sprawczą, tworzącą nowe życie. A skoro życie jest złe, to po co „mnożyć grzeszników” (3,2)? Zresztą być może stąd też wynika odrzucenie Ofelii przez Hamleta; w końcu, zakładając że ją prawdziwie kocha lub kochał, to właśnie ona z jego punktu widzenia jest ucieleśnieniem jego erotycznym marzeń – a więc wiąże się z tym, czym się brzydzi. Widząc postępowanie matki, która – jak mu się wydawało – kochała swego męża, bez chwili wahania poszła w ramiona innego, Hamlet być może traci wiarę w istnienie miłości w ogóle.
Innego rodzaju opozycję widać w stosunku Hamleta do zemsty. Z jednej strony doskonale zdaje sobie sprawę z wagi zbrodni Klaudiusza i z tego, że na nim, jako synu starego Hamleta, ciążyłby obowiązek zemsty, jednak jednocześnie zdaje sobie sprawę, że w zemście przez zamordowanie człowieka tkwi nieodzownie zło. Co więcej, jako mściciel Hamlet jest jednocześnie dobry (wymierza karę za uczynioną zbrodnię) i zły (jest mordercą, odbierającym życie). Paradoksalnie, darowanie życia Klaudiuszowi, gdy Hamlet miał po temu świetną sposobność, przyczynia się potem do tragicznego zakończenia sztuki, w tym także śmierci samego Hamleta.

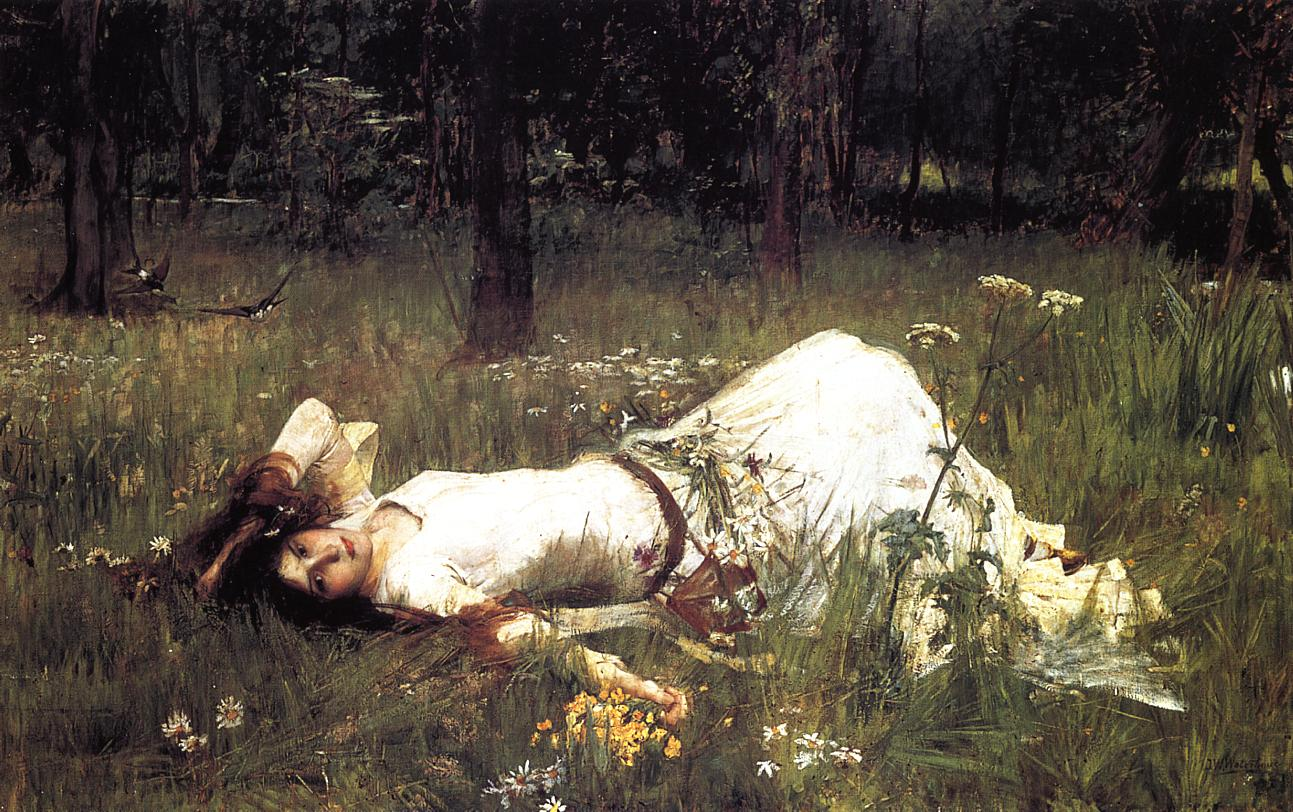
Ofelia, John William Waterhouse

Hamlet przechodzi w trakcie sztuki widoczną przemianę. Rozmyślający o istnieniu zła idealista, brzydzący się światem, odrzucający fizyczny aspekt miłości, kontestujący faktyczną naturę ludzką, w Akcie Piątym dramatu pokazuje się jako inny człowiek. Potrafi wyznać – niestety już po jej śmierci – że kochał Ofelię. Czyni to w czasie dramatycznej wymiany zdań z Laertesem, być może wbrew swoim zamierzeniom, ale wydaje się czynić to szczerze. Sugerowałoby to, że odrzucił Ofelię jedynie ze względu na obrzydzenie, jakie wywołało u niego postępowanie matki, w imię idealizmu. Ponadto książę Hamlet, idealista brzydzący się złem, bez wahania wysłał na śmierć dawnych towarzyszy. Być może byli zdrajcami, ale nie miał w stosunku do nich takich skrupułów, jak wcześniej do Klaudiusza, mordercy jego ojca. Być może – wykształcony na humanistę człowiek, który starał się najpierw dokonać oceny swych czynów, zanim coś zrobił, doszedł w końcu do wniosku, że „nie wszystko / jest po diable, co czynimy nagle”, ale że też „jakieś dobre bóstwo kształt nadaje naszym / działaniom z gruba ociosanym” (5,2).